# Coarasa
Coarasa (en francès Coaraze) és un municipi francès situat al departament dels Alps Marítims i a la regió de Provença – Alps – Costa Blava.

## Demografia
| 1962                                       | 1968 | 1975 | 1982 | 1990 | 1999 | 2006 |
| ------------------------------------------ | ---- | ---- | ---- | ---- | ---- | ---- |
| 421                                        | 513  | 327  | 463  | 540  | 654  | 712  |
| Des de 1962: població sense dobles comptes |      |      |      |      |      |      |

## Administració
| Període   | Identitat              | Partit |
| --------- | ---------------------- | ------ |
| 1989-2001 | Eliane Mari-Fontana    |        |
| 2001-2003 | Gérard Galéano         |        |
| 2003-2009 | Michel Peglion         | UMP    |
| 2008-     | Monique Giraud-Lazzari | PCF    |